# ライオンと魔女
『ライオンと魔女』（ライオンとまじょ、原題: The Lion, the Witch and the Wardrobe）は、C・S・ルイスによる児童文学「ナルニア国物語」の7部作のうち、最初に執筆・出版された作品。1950年に出版された。ナルニア年代記として時系列順にみると、『魔術師のおい』に続いて2番目にあたる。原題を直訳すれば「ライオンと魔女と衣装だんす」である。日本語表記は、岩波書店で出版されている瀬田貞二訳による。

## 概要
戦乱を避け田舎に疎開したペベンシー家の4人きょうだいは、疎開先の古い屋敷の空き部屋にあった洋服箪笥から別世界の国・ナルニアに引き込まれる。そこは魔法が生き、けものたちがしゃべり、神話的生き物や妖精の住む世界であった。子供たちは不思議なライオン、アスランに導かれてナルニアを支配する白い魔女から住人たちを解放しようと奮闘する。
『ライオンと魔女』をはじめとする「ナルニア国ものがたり」は聖書を下敷きとしており、ライオンはキリストのメタファーに、きょうだいを裏切って魔女の手に渡そうとする弟エドマンドは“罪を犯す人間”のユダになっている。また物語では「予言」が大きな役割を果たす。魔女の支配が打ち破られる条件の予言、ナルニアの解放と救い主であるアスラン到来の予言、裏切りの贖いに関する予言などがある。しかし、説教臭さはなくいきいきとした冒険ハイ・ファンタジーとなっている。
ルイスは、当初『ライオンと魔女』の続編を書くつもりはなかったが、出版社や読者の要望を受けてシリーズ化したと言われている。『ライオンと魔女』は、友人の娘であるルーシィ・バーフィールドに捧げられている。

## あらすじ
1940年、ピーター、スーザン、エドマンド、ルーシィの4人の兄弟は、第二次世界大戦の戦火を逃れるためにロンドンを離れ、イギリスの田舎町にあるディゴリー・カーク教授の大きな屋敷に疎開する。屋敷を探検しながらのかくれんぼを楽しむ中で、ルーシーは屋敷の一室に置かれた古い箪笥の奥が雪景色の広がる別世界に繋がっていることを発見した。動物が人間の言葉を話すその別世界を探検していたルーシーは、タムナスと名乗るフォーンと知り合う。タムナスはルーシーを自らの住居に招き、この「ナルニア国」という世界のことを彼女に教える。タムナス曰く、かつてアスランというライオンが統治する幸せな国であったナルニア国は、自らに従わない者を石に変える恐ろしい力を持った「白い魔女」によって永遠の冬に封じ込められ、アスランは姿を消してしまったという。
現実世界に戻ったルーシーは兄姉にナルニア国のことを伝えるも、誰も彼女の話を信じない。一人で古箪笥の奥に入っていくルーシーを追ったエドマンドは、ナルニア国の別の場所にたどり着く。エドマンドはそこで白い魔女に出会い、兄弟を連れてくれば彼を王子にしてやる、という誘惑を受ける。再会したルーシーとエドマンドは共に現実世界に戻り、ピーターとスーザンも連れて再びナルニア国に入るが、タムナスがルーシーを匿ったことで罪に問われ、白い魔女に石にされてしまったことを知る。白い魔女による支配に反発するビーバー夫妻によって「アダムの2人の息子とイブの2人の娘がケア・パラベルの4つの王位を満たすとき、白い魔女の支配は終わる」という予言と、アスランが数年ぶりに石舞台に帰ってくることを聞かされる。１人白い魔女の城に向かい、予言とアスランの帰還を彼女に報告したエドマンドは、予言を恐れた白い魔女によって獄中に囚われてしまう。
エドマンドの行動を察知したビーバー夫妻は、3人を石舞台に連れていき、アスランと彼の軍隊に会わせる。エドマンドを助けるべく協力を請う兄弟に合意したアスランは、「自身の命を差し出す代わりにエドマンドを解放する」という契約を白い魔女と交わし、エドマンドは解放されることになった。
キャンプ地を抜け出すアスランの後を密かに追ったスーザンとルーシーは、石舞台でアスランが白い魔女によって命を奪われる場面を目撃する。アスランがエドマンドを助けるために自らの命を犠牲にしたことを知ったピーターは、彼に代わってアスランの軍隊を鼓舞し、4兄弟とアスランの軍隊は白い魔女を倒すことを誓う。一人石舞台に留まってアスランの遺体の前で涙を流し続けるルーシーだったが、夜が明けるとアスランは復活し、軍に加わってついに彼らは白い魔女を倒した。
平和の訪れたナルニア国で、4兄弟はケア・パラベルの王位を継承し、幾年もの月日をそこで過ごすことになる。大人になった4兄弟は、狩りの途中で見覚えのある景色の中に衣装箪笥を発見する。その衣装箪笥が現実世界とナルニア国を繋ぐ扉であることを忘れていた彼らはそこを通り抜け、イギリスの屋敷に戻ったのだった。

## 登場人物
- ペベンシー家のこどもたち
  - ピーター：「アダムのむすこ」長男。
  - スーザン：「イブのむすめ」長女。
  - エドマンド：「アダムのむすこ」二男。
  - ルーシィ：「イブのむすめ」二女。
- 学者先生（ディゴリー・カーク）：4人が疎開のために預けられた屋敷の主人。『魔術師のおい』で、最初にナルニアに行った“魔術師の甥”本人。
- タムナス：半人半獣のフォーン。ルーシィを見逃したために魔女ののろいを受けて石にされる。
- アスラン：ライオン、「海のかなたの大帝の息子」でナルニアの創造主、「王の王」。救い主としての登場、受難、復活はキリストのメタファ。
- 白い魔女（Jadis）：ナルニアを冬に閉じ込めている支配者。
- サンタクロース：白い魔女が冬をもたらしたため、ナルニアのある世界から締め出されていた。

## 日本語版
- 魔女とライオンと子どもたち （桜井誠（装画・挿絵）、前田三恵子 訳、あかね書房「こども世界の文学」第8巻）、1966年
- ライオンと魔女 ナルニア国ものがたり (1) （ポーリン・ベインズ（イラスト）、瀬田貞二 訳、岩波書店、1966年、のち改版） ISBN 4001150212
- 絵本 ナルニア国ものがたり1 ライオンと魔女 （チューダー・ハンフリーズ（イラスト）、中村妙子 訳、岩波書店、2005年） ISBN 9784001108828
- ナルニア国物語2　ライオンと魔女と衣装だんす（土屋京子 訳、YOUCHAN（挿画）、芦田川祐子（文教大学文学部准教授）解説、光文社古典新訳文庫、2016年） ISBN 978-4334753467
- ナルニア国物語1　ライオンと魔女と洋服だんす（河合祥一郎 訳、ソノムラ（挿画）、角川文庫、2020年） ISBN 978-4041092484

## ラジオドラマ
ニッポン放送で、2005年12月26日から30日まで23:00-24:00に朗読劇の特別番組が放送された。ルーシー役は本仮屋ユイカが演じた。
| スタブアイコン | サブスタブ | この項目は、まだ閲覧者の調べものの参照としては役立たない、文学に関連した書きかけの項目です。この項目を加筆・訂正などしてくださる協力者を求めています（P:文学、PJ:ライトノベル）。項目が小説家・作家の場合には{Writer-substub}を、文学作品以外の本・雑誌の場合には{Book-substub}を貼り付けてください。 |